# Список млекопитающих, занесённых в Красную книгу России
Список млекопитающих, занесённых в Красную книгу России.

## Насекомоядные
- Русская выхухоль (Desmana moschata)
- Кавказская выхухоль
- Малая бурозубка (Sorex minutus)
- Гигантская бурозубка
- Уссурийская бурозубка
- Тяньшаньская бурозубка
- Малая белозубка

## Рукокрылые
- Подковонос Мегели (Rhinolophus mehelyi)
- Южный подковонос (Rhinolophus euryale)
- Малый подковонос (Rhinolophus hipposideros)
- Большой подковонос (Rhinolophus ferrumequinum)
- Обыкновенный длиннокрыл (Miniopterus schreibersi)
- Восточный длиннокрыл (Miniopterus fuliginosus)
- Остроухая ночница (Myotis blythi)
- Трехцветная ночница (Myotis emarginatus)
- Европейская широкоушка (Barbastella barbastellus)

## Грызуны
- Тарбаган (монгольский сурок) (Marmota sibirica)
- Черношапочный сурок, прибайкальский подвид (Marmota camtschatica)
- Черношапочный сурок, камчатский подвид (Marmota camtschatica)
- Речной бобр, западносибирский подвид (Castor fiber)
- Речной бобр, тувинский подвид (Castor fiber)
- Ханкайский цокор (Myospalax epsilanus)
- Слепыш гигантский (Spalax giganteus)
- Обыкновенный хомяк (Cricetus cricetus)
- Крапчатый суслик (Spermophilus suslicus)
- Индийский дикобраз (Hystrix indica)

## Хищные

### Псовые
- Медновский песец (Alopex lagopus)
- Берингийский песец (Alopex lagopus)
- Красный волк (Cuon alpinus)

### Медвежьи
- Белый медведь (Ursus maritimus)

### Куньи
- Кавказская европейская норка (Mustela lutreola turovi)
- Перевязка (Vormela peregusna)
- Кавказская выдра (Lutra lutra)
- Калан (Enhydra lutris)

### Кошачьи
- Кавказская лесная кошка (Felis silvestris caucasica)
- Кавказский камышовый кот (Felis chaus)
- Манул (Otocolobus manul)
- Амурский тигр (Panthera tigris altaica)
- Дальневосточный леопард (Panthera pardus orientalis)
- Переднеазиатский леопард (Panthera pardus ciscaucasica)
- Снежный барс (Panthera uncia)

### Гиеновые
- Полосатая гиена (Hyaena hyaena)

### Ластоногие
- Сивуч (Eumetopias jubatus)
- Морж, атлантический подвид (Odobenus rosmarus)
- Морж, лаптевский подвид (Odobenus rosmarus)
- Обыкновенный тюлень, европейский подвид (Phoca vitulina)
- Обыкновенный тюлень, курильский подвид (тюлень Стейнгера) (Phoca vitulina stejnegeri J. A. Allen, 1902)
- Кольчатая нерпа, балтийский подвид (Phoca hispida)
- Кольчатая нерпа, ладожский подвид (Phoca hispida)
- Каспийский тюлень (Phoca caspica)
- Серый тюлень, балтийский подвид (Halichoerus grypus)
- Тюлень-монах (Monachus monachus)

## Непарнокопытные
- Лошадь Пржевальского (Equus przewalskii)
- Кулан (Equus hemionus)

## Китопарнокопытные

### Жвачные
- Сахалинская кабарга (Moschus moschiferus sachalinensis)
- Северный олень, европейский подвид (Rangifer tarandus)
- Северный олень, сибирский лесной подвид (Rangifer tarandus)
- Северный олень, охотский подвид (Rangifer tarandus)
- Северный олень, новоземельский подвид (Rangifer tarandus)
- Зубр (Bison bonasus)
- Дзерен (Procapra gutturosa)
- Сайгак (Saiga tatarica)
- Амурский горал (Nemorhaedus caudatus)
- Безоаровый козёл (Capra aegagrus)
- Сибирский горный козёл (Capra sibirica)
- Алтайский горный баран (аргали) (Ovis ammon)
- Снежный баран, путоранский подвид (Ovis nivicola)
- Снежный баран, кодарский подвид (Ovis nivicola)
- Снежный баран, якутский подвид (Ovis nivicola)

### Китообразные
- Атлантический белобокий дельфин (Lagenorhynchus acutus)
- Беломордый дельфин (Lagenorhynchus albirostris)
- Черноморская афалина (Tursiops truncatus)
- Серый дельфин (Grampus griseus)
- Морская свинья, балтийский подвид (Phocoena phocoena)
- Морская свинья, черноморский подвид (Phocoena phocoena)
- Морская свинья, северо-тихоокеанский подвид (Phocoena phocoena)
- Малая косатка (Pseudorca crassidens)
- Косатка (Orcinus orca)
- Нарвал (Единорог) (Monodon monoceros)
- Высоколобый бутылконос (Hyperoodon ampullatus)
- Клюворыл (Ziphius cavirostris)
- Командорский ремнезуб (Ремнезуб Стейнгера) (Mesoplodon stejnegeri)
- Серый кит (Eschrichtius gibbosus)
- Гренландский кит (Balaena mysticetus)
- Японский гладкий кит (Eubalaena japonica)
- Горбач (Megaptera novaeangliae)
- Северный синий кит (Balaenoptera musculus)
- Северный финвал (Сельдяной кит) (Balaenoptera physalus)
- Сейвал (Ивасёвый кит) (Balaenoptera borealis)